# Ölfusá
Le Ölfusá est un fleuve d'Islande, qui est formé par la réunion des fleuves reliés au Hvítá et Sog au nord de Selfoss. Il a un bassin de 5 760 km². Le fleuve concentre de nombreuses industries en rapport avec le saumon.